# Курмас
Курмас (ҡурмас) — традиційна національна страва башкирської кухні. Поширена в кухнях бурят, казахів, монголів, татар,  узбеків, чувашів.
Башкири готують курмас з пшениці, ячменю, жита, гороху і ін. Цілісні зерна обсмажують в змащеному вершковим маслом казані, сковорідці або прожарюють до золотисто-карамельного кольору. Курмас після обсмажування іноді змішують з медом або маслом.
Вживається в сухому вигляді або заготовлюється про запас. Товчений курмас використовується для приготування різних каш (бутҡа, талҡан бутҡаһи), юшок (күҙә, өйрә), талкана, змішаний з медом або маслом подають до чаю.
Традиційно застосовувався для швидкого приготування страв під час проведення свят каргатуя, землеробських обрядів, релігійних свят. 